# Anomalochelys angulata
Anomalochelys angulata es una especie extinta de tortuga de la familia Nanhsiungchelyidae que vivió durante el Cretácico tardío en Hokkaidō, Japón.